# سياسة التأشيرات في السعودية
سياسة التأشيرات في السعودية هي سياسة تفرِض على مواطني جميع البلدان الحصول على تأشيرة عند زيارة المملكة العربية السعودية، ويستثنى من ذلك مواطنو الدول الأعضاء في مجلس التعاون الخليجي الذين يمكنهم زيارة المملكة باستخدام هوياتهم الوطنية فقط. ووفق هذه السياسة يجب على جميع القادمين إلى المملكة أن يحملوا جوازات سفر صالحة لمدة 6 أشهر، كما يُمنع دخول من يحملون جوازات سفر تحتوي على أي تأشيرة أو ختم إسرائيلي. وفي حال انقضاء مدة التأشيرة وعدم مغادرة حاملها يُرحّل الزائر ترحيلًا إجباريًا أو تفرض عليه غرامة مالية تصل إلى 15 ألف ريال سعودي بحسب نوع التأشيرة والمخالفة. ويمكن الحصول على التأشيرة السياحية إلكترونيًا أو عند الوصول إلى المملكة أو من خلال ممثلياتها في الخارج، ويستغرق الحصول على التأشيرة ما بين أسبوع إلى ستة أسابيع بحسب نوع التأشيرة.

## أنواع التأشيرات

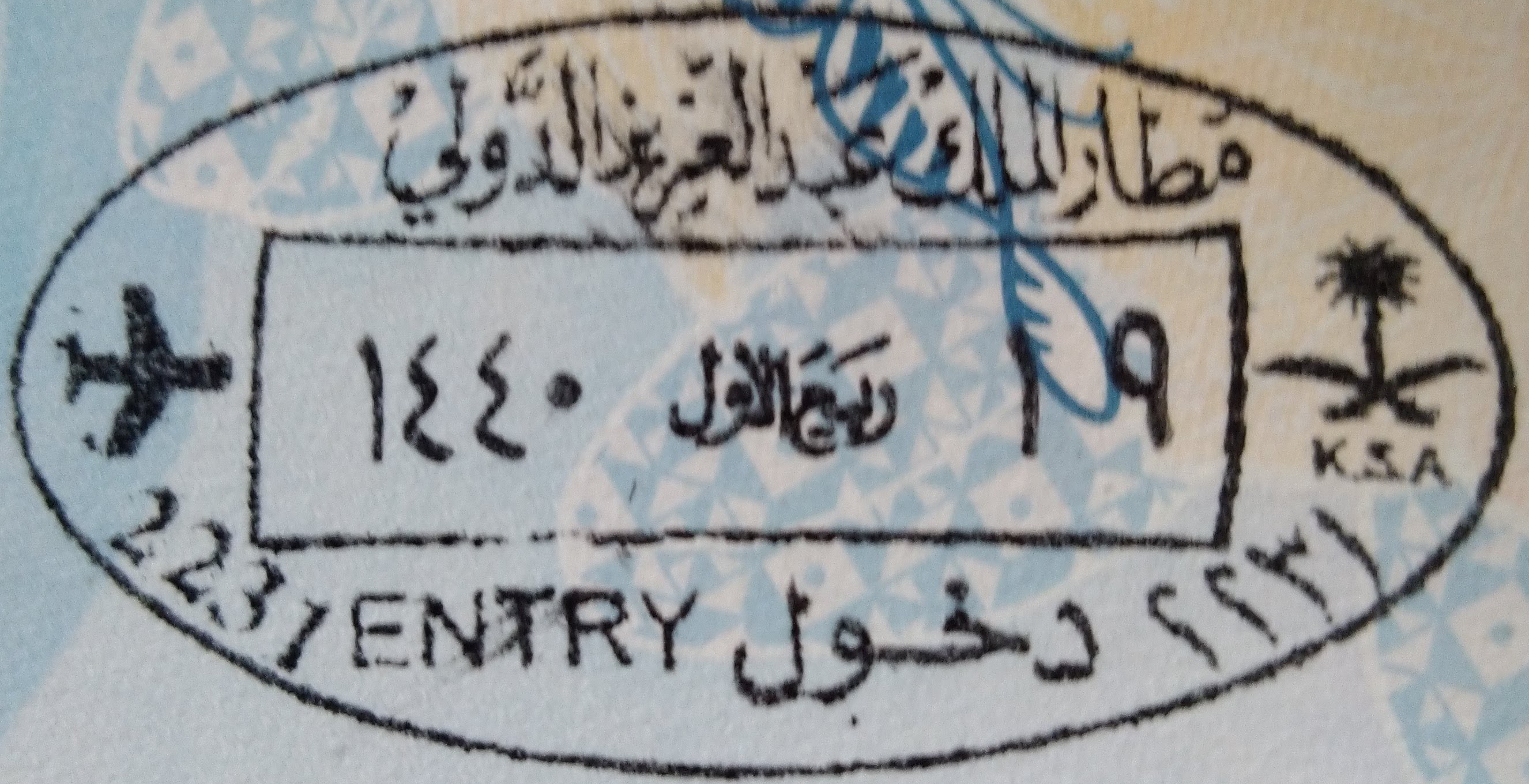
ختم الوصول للسعودية من مطار الملك عبدالعزيز الدولي

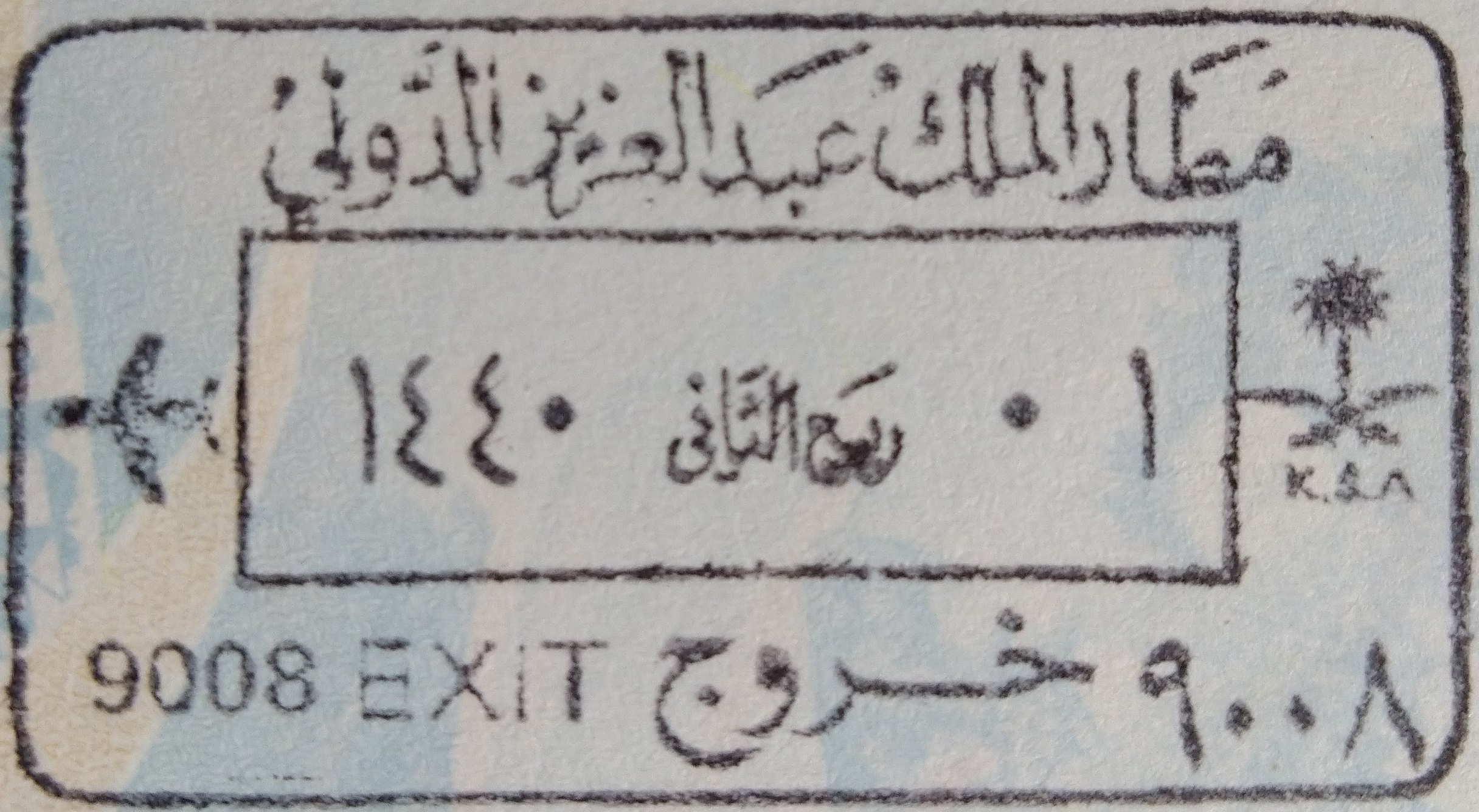
ختم تأشيرة الخروج من السعودية من مطار الملك عبدالعزيز الدولي

تتيح السعودية للقادمين إليها عددًا من التأشيرات تتنوع بين:

### تأشيرة المرور للزيارة
هي تأشيرة للعابرين عبر الأراضي السعودية إلى أي مدينة ومن كل البلاد، وتُعطى مجانًا وبشكل فوري عند شراء تذاكر سفر من إحدى الناقلات الجوية السعودية، تسمح هذه التأشيرة لحامليها الدخول إلى الأراضي السعودية لمدة 4 أيام فقط، وصالحة لغاية 3 أشهر، كما يمكن للحاصلين عليها أداء العمرة وزيارة الأماكن التاريخية والثقافية في المملكة، متاح إصدارها من 30 يناير 2023.

### تأشيرات الحج والعمرة

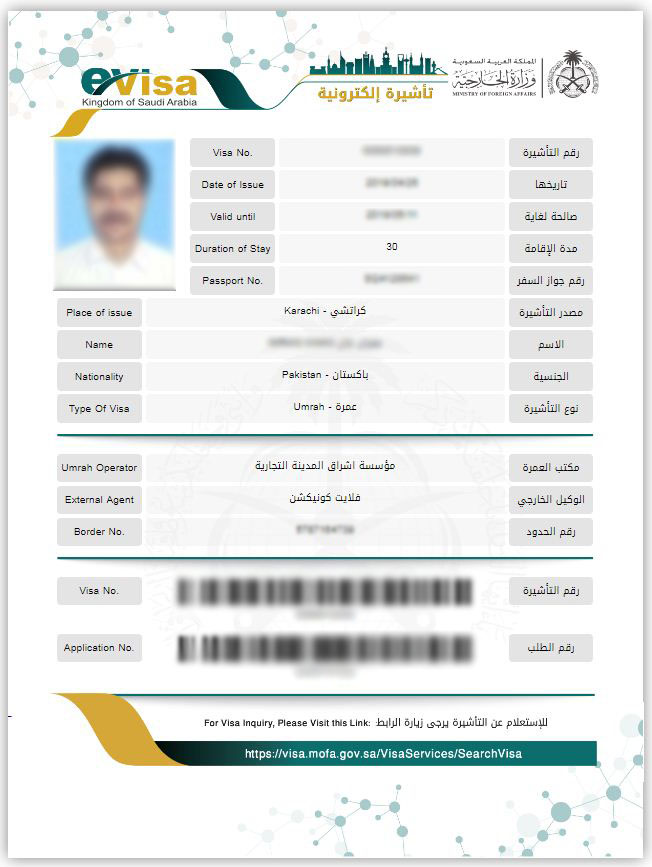
نموذج على تأشيرة العمرة

تستخدم من أجل الدخول إلى المملكة لأداء فريضتي الحج والعمرة، وهي تأشيرات مجانية يكون متاح إصدارها إلكترونيا من منتصف شهر شوال، حتى يوم 25 ذو القعدة من كل عام، كما يمكن الحصول عليها من أقرب قنصلية سعودية، أو عن طريق وكيل سفر معتمد يتكلف بجميع إجراءات الدخول والسفر والإقامة، وعلى الحاج تغطية التكاليف التي تترتب على ما يطلبه المرشدين، ووكلاء ماء زمزم، والسكن في خيمة في منى وعرفات وتكاليف النقل.

### تأشيرة الزيارة الشخصية
يُمكن للمواطنين السعوديين التقدم بطلب إصدار هذا النوع من التأشيرات لأصدقائهم ومعارفهم من خارج المملكة، دون أن يكون الهدف منها تجارياً أو عائلياً.

### تأشيرة عمل
تُقدم طلبات الحصول عليها من الممثليات السعودية خارج المملكة ويكون الغرض منها الزيارة من أجل عمل أو استثمار أو من أجل إتمام صفقات تجارية أو إقامة مشاريع استثمارية داخل المملكة، أو بغرض الاستقدام للعمل لدى القطاعين العام والخاص.

### تأشيرة الزيارة
هي تأشيرة مخصصة للزيارات منها الزيارات العائلية لدى المقيمين داخل المملكة الراغبين في إحضار أحد أقاربهم من الدرجة الأولى، ويمكن الحصول عليها مدار العام ماعدا موسم الحج، ومدتها شهر قابل للتجديد، ويمنح أيضا النظام في المملكة تأشيرة مرافقة للزوج أو الزوجة والأبناء لمن يريد استقدام أسرته، كذلك يندرج تحت هذه التأشيرة الزيارة التجارية بغرض إبرام عقود الشركات أو عقد الاتفاقيات مع الجانب السعودي، أو الزيارة الشخصية لأشخاص داخل المملكة ليس لهم علاقة تجارية أو عائلية بطالب التأشيرة.

### التأشيرة الدبلوماسية
وهي تأشيرة تُمنح للعاملين في القنصليات والممثليات المعتمدة لدى المملكة وذويهم المقيمين، بالإضافة إلى تأشيرة رجال الأعمال وهي صالحة لعدة سفرات ولمدة 12 شهرا قابلة للتجديد.

### تأشيرة العلاج
يمكن من خلال المنشأة الطبية التقدم بطلب تأشيرة بغرض العلاج داخل المملكة، وتُصدر خلال ثلاثة أيام عمل.

### تأشيرة الدراسة
هي تأشيرة تُمنح من من السفارات والممثليات السعودية في الخارج، وتتطلب قبل الحصول عليها موافقة موثقة للقبول ببرنامج جامعي في جامعة سعودية معترف بها، ويمكن للطالب بعد الوصول استخراج إقامة مجانية لمدة بقائه للدراسة في المملكة بناءً على خطاب من الجامعة التي يدرس بها. تم إطلاق التاشيرة التعليمية على طريق الإنترنت والتي يمكن الحصول عليها من منصة "أدرس في السعودية" للطلاب الدوليين الراغبين بالدراسة في المملكة.

### تأشيرة سياحية
أعلنت المملكة العربية السعودية في 2013 عن نيتها في البدء بإصدار تأشيرات سياحية لأول مرة في تاريخها، وأن تتولى الهيئة العامة للسياحة والتراث الوطني مسؤولية إصدار التأشيرات بالاعتماد على اللوائح والأنظمة التي تضعها وزارتي الداخلية والخارجية، ولكن سرعان ما تم إلغاء خطة إصدار التأشيرات السياحية في العام 2014، وبعد مضي ثلاثة أعوام أعلن الأمير محمد بن سلمان بأن إصدار تأشيرات سياحية، جزء من خطة المملكة في بناء اقتصاد متين بعيد عن الاعتماد على النفط وهو ما يتمثل في رؤية السعودية 2030، وأن المملكة تتطلع إلى إصدار التأشيرات السياحية إلكترونيا في العام 2018.

### تأشيرة زيارة فعالية
في فبراير 2019 استحدثت السعودية تأشيرة "زيارة فعالية" للراغبين في حضور الفعاليات التي تقام في المملكة، وأعلنت في 27 سبتمبر 2019 عن إصدار التأشيرة السياحية، للمرة الأولى في تاريخها، وأنها متاحة لجميع مواطني دول العالم، مستهدفة في المرحلة الأولى مواطني 49 دولة يتوقع أن يمثلوا نحو 80 % من نفقات السفر العالمية و75% من الرحلات الترفيهية في العالم بحلول عام 2030، وبإمكان مواطني هذه الدول الـ49 الحصول على التأشيرة السياحية من الموقع الإلكتروني أو عند وصولهم إلى المملكة.

## خريطة سياسة التأشيرات

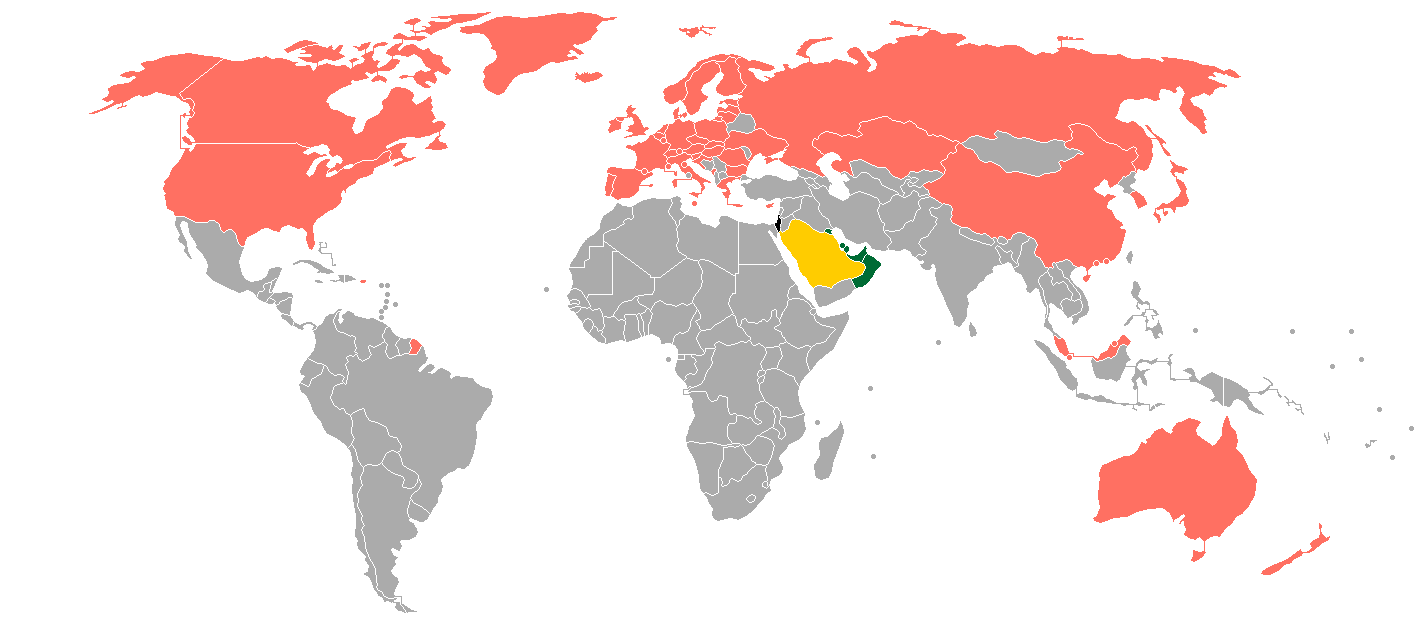
سياسة التأشيرات في السعودية
المملكة العربية السعودية
دول لها حرية التنقل
تأشيرة إلكترونية + تأشيرة عند الوصول
التأشيرة إلزامية
التأشيرة مرفوضة

## الإعفاء من التأشيرة
لا يحتاج مواطنو الدول الخمس التالية إلى تأشيرة لزيارة المملكة العربية السعودية ويمكنهم استخدام بطاقات الهوية الوطنية لدخول البلاد:
- البحرين
- الكويت
- عمان
- الإمارات العربية المتحدة
- قطر

ينطبق الإعفاء من التأشيرة أيضًا على حاملي جوازات السفر الدبلوماسية والرسمية الصادرة في فرنسا.

## تأشيرة إلكترونية أو تأشيرة عند الوصول
بدأت المملكة العربية السعودية في إصدار التأشيرات السياحية عبر الإنترنت وعند الوصول اعتبارًا من 28 سبتمبر 2019. وتوسعت في إصدار التأشيرات الإلكترونية لمواطني عدد من الدول حتى وصلت في عام 2024م إلى 66 دولة، يمكن لحاملي جوازات السفر من الدول والمناطق التالية الحصول على تأشيرة إلكترونية عبر الإنترنت مقابل رسوم قبل الوصول أو عند الوصول إلى المملكة العربية السعودية وهذه التأشيرات صالحة لدخول المملكة العربية السعودية المملكة العربية السعودية لمدة 90 يومًا:
- كل مواطنو الاتحاد الأوروبي
- أندورا
- ألبانيا
- أستراليا
- أذربيجان
- بروناي
- كندا
- الصين
- هونغ كونغ
- جورجيا
- أيسلندا
- اليابان
- كازاخستان
- قيرغيزستان
- كوريا الجنوبية
- ليختنشتاين
- ماكاو
- ماليزيا
- المالديف
- موريشيوس
- موناكو
- مونتينيغرو
- نيوزيلندا
- النرويج
- بنما
- روسيا
- سانت كيتس ونيفيس
- سان مارينو
- سيشل
- سنغافورة
- جنوب إفريقيا
- سويسرا
- تايوان
- تركيا
- تايلاند
- طاجيكستان
- أوكرانيا
- المملكة المتحدة
- الولايات المتحدة
- جزر البهاما
- بربادوس
- غرينادا[21]

في 2 يناير 2020، أُعلن أن حاملي تأشيرة الولايات المتحدة أو المملكة المتحدة أو منطقة شنغن مؤهلون للحصول على تأشيرة إلكترونية سعودية عند الوصول، طالما أن التأشيرة الأخرى لا تزال قائمة وصالحة وقد تم استخدام تلك التأشيرة مرة واحدة على الأقل للسفر إلى البلد / المنطقة المعنية. تم الإبلاغ عن تحديث موقع التأشيرات الإلكترونية السعودي يوضح المتطلبات. يُسمح بهذه الأهلية فقط للمسافرين القادمين من خلال شركات الطيران السعودية، مثل الخطوط السعودية، طيران ناس، طيران أديل وطيران السعودية الخليجية.

## روابط خارجية
- الموقع الرسمي للتقديم على التأشيرة السياحية الألكترونية للسعودية